# Selección femenina de floorball del Reino Unido
La selección femenina de floorball de Reino Unido es el equipo nacional de Reino Unido. En el Campeonato Mundial Femenino de Floorball de 2001 en Riga, Letonia, el equipo terminó octavo en la División B.